# Hugo Iltis
Hugo Iltis (11. dubna 1882 Brno – 22. června 1952 Fredericksburg, Virginie) byl česko-americký biolog.

## Život
Hugo Iltis se narodil 11. dubna 1882 v Brně do židovské rodiny jako syn městského doktora Moritze Iltise. V roce 1919 se stal občanem nově zřízené Československé republiky.
Začal chodit na nižší německé gymnázium v Brně a poté studoval biologii a botaniku na univerzitě v Curychu, Švýcarsko. Mezi roky 1900–1903 asistoval Arnoldu Dodel-Portovi a později Alfredu Ernstovi, který se stal nástupcem Dodel-Porta v roce 1902. Mezi roky 1903–1905 studoval botaniku na pražské univerzitě pod vedením Hanse Molische, kde roku 1905 zároveň získal titul Ph.D.
V roce 1906 započal svoji práci sekretáře pro Naturforschender Verein v Brně, což byla společnost, přes kterou Gregor Johann Mendel publikoval své výzkumné práce. Roku 1910 získával finanční prostředky pro Mendelův památník v Brně a pracoval v Mezinárodním výboru pro Mendelův památník. Při příležitosti odhalení Mendelova památníku pronesl projev. Podílel se také na oslavách stého výročí Mendelova narození v roce 1922.

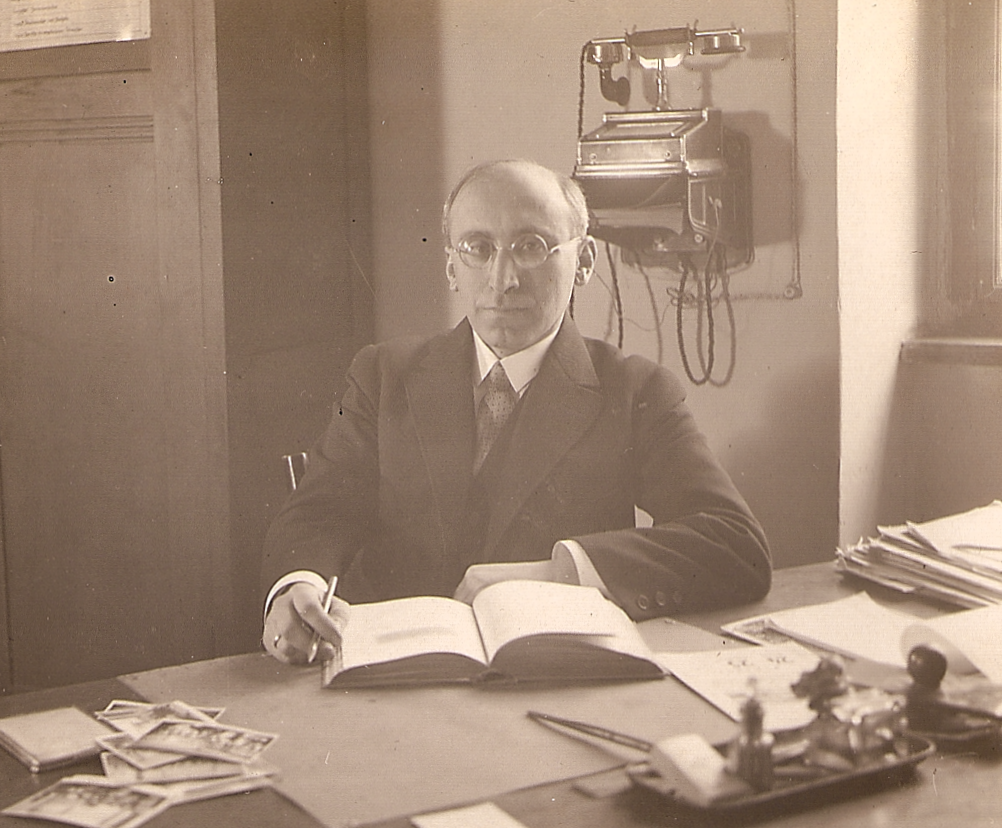
Hugo Iltis roku 1927

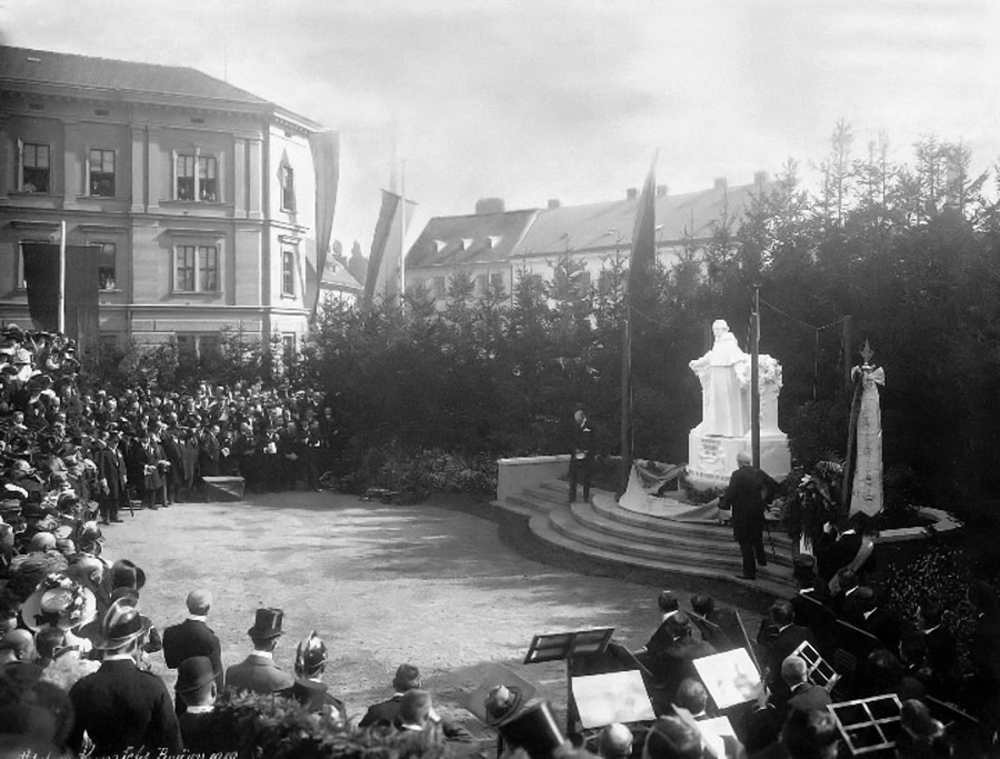
Odhalení Mendlova pomníku v roce 1910.

Poté působil jako profesor na německém gymnáziu v Brně (Deutsches Gymnasium), a to mezi lety 1905 a 1938. Od roku 1911 působil jako lektor v oboru genetiky na německém polytechnickém institutu (Deutsche Technische-Hochschule), kde zůstal až do roku 1938. Byl také zakladatelem a ředitelem večerní školy pro dospělé na Masarykově lidové škole (Masaryk Volkshochschule) v letech 1921–1938. Volkshochschule byla největší institucí pro vzdělávání dospělých v Československu, kterou navštěvovalo přes 2000 lidí. Založil a vedl také Mendelovo muzeum v Brně (1932–1937). Muzeum obsahovalo mnoho rukopisů a pozůstatků z života Gregora Johanna Mendela.
Jako socialista bojoval Iltis v letech 1930–1938 proti nacistickému výkladu rasové biologie (eugeniky)
V roce 1939 emigroval se svou ženou Anni Iltis a svými dvěma syny do USA. K útěku mu pomohli Franz Boas a Albert Einstein. Z počátku učil 5 týdnů na mezinárodní škole pod vedením Petera Raye Odgena. Po náhodném setkání s Deanem Alveym mu byla nabídnuta práce profesora biologie na Mary Washington College ve Virginii, kde učil přibližně 12 let a kde také založil a vedl Mendelovo muzeum genetiky. Zemřel 22. června 1952. Jeho mladší syn Hugh Iltis je rostlinný morfolog a taxonom. Jeho starší syn Fred Iltis se zabýval entomologií.
Později v jeho životě se ke svému velkému překvapení dozvěděl od sestry své manželky Lisi Liebscher, že jeho žena Anni Iltis byla vzdálenou sestřenicí Gregora Johanna Mendela.
Byl také členem v Americké asociaci pro rozvoj vědy (A.A.A.S), dále Americké genetické asociace (American Genetics Association), Akademie věd ve Virginii (Virginia Academy of Science) a Americké asociace univerzitních profesorů (American Association of University Professors).
Jeho jméno se objevilo i v řadě vědeckých publikací: Kopfe Europas, Wer Ists, Who Knows What a American Men of Science.

## Práce
- Gregor Johann Mendel: Leben, Werk und Wirkung, Berlin: J. Springer, 1924.
  - Translated by Eden and Cedar Paul as Life of Mendel, New York, W. W. Norton & Co, 1932.
- Kampf um den Darwinismus, 1926
- Naturwissenschaft und Sozialismus, 1926
- Volkstümliche Rassenkunde, 1930
- Rasse in Wissenschaft und Politik, 1935
- Der Mythus von Blut und Rasse, 1936. With an introductory article by Iltis, 'Der Rassismus im Mantel der Wissenschaft', and two other articles written by him under a pseudonym.
- "HEMOPHILIA, “THE ROYAL DISEASE”: And the British Royal Family, J Hered (1948) 39(4): 113-116
- The Genes and Academician Lysenko. The Journal of Heredity. Oxford University Press. June 1950

Full List:
- 1903. Ph.D. diss. "Über den Einfluss von Licht und Dunkel auf das Längenwachstum der Adventivwurzel bei Wasserpflanzen". Berichte der Deutschen Botanischen Gesellschaft, vol. 21, no. 9, pp. 508-517.
- 190?. "Gregor Mendels Arbeiten und ihre Bedeutung für die moderne Wissenschaft". Abhandlungen, Vorträge, Lehrproben. Offprint from unidentified journal, pp. 242-249.
- 1905. "Leuchtende Pilze. Vortrag gehalten von Phil. Dr. Iltis in der Sitzung des Ärztlichen Vereines am 20. Oktober 1905". Mitteilungen des Zentralvereines deutscher Ärzte in Mähren. 7 pages.
- 1908. Johann Gregor Mendel als Forscher und Mensch. Ein Gedenkblatt. Brünn: Mendeldenkmal-Komitee. 19 pages.
- 1909. Mittelschülerheime. Ein Vorschlag zur Reform. Brünn: by the author. 12 pages.
- 1910. Preface to Mendelismus by Reginald Crundall Punnett, translated by Wilfried von Proskowetz. Brünn: C. Winiker. 117 pages.
- 1910. "Vom Mendeldenkmal und von seiner Enthüllung". Verhandlungen des naturforschenden Vereines in Brünn, vol. 49. 29 pages.
- 1910. "Über eine durch Maisbrand verursachte intracarpellare Prolifikation bei Zea mays L.". Sitzungsberichte der Kaiserlichen Akademie der Wissenschaften in Wien. Mathematisch-naturwissenschaftliche Klasse., vol. 119, no. 1, pp. 1-15.
- 1911. "Über das Vorkommen und die Entstehung des Kautschuks bei den Kautschukmisteln". Sitzungsberichte der Kaiserlichen Akademie der Wissenschaften in Wien. Mathematisch-naturwissenschaftliche Klasse, vol. 120, no. 1.
- 1911. "Über einige bei Zea mays L. beobachtete Atavismen, ihre Verursachung durch den Maisbrand, Ustilago maydis D.C. (Corda) und über die Stellung der Gattung Zea im System". Zeitschrift für induktive Abstammungs- und Vererbungslehre, vol. 5. no. 1, pp. 38-57.
- 1911. Die Umgebung von Radeschin mit besonderer Berücksichtigung ihrer Flora. Brünn: Staatsgymnasium. 18 pages.
- 1912. "Über abnorme (heteromorphe) Blüten und Blütenstände". Verhandlungen des naturforschenden Vereins in Brünn, vol. 51. 23 pages.
- 1913. "Über das Gynophor und die Fruchtausbildung bei der Gattung Geum." Sitzungsberichte der Kaiserlichen Akademie der Wissenschaften in Wien. Mathematisch-naturwissenschaftliche Klasse., vol. 122, no. 1, pp. 1177-1212.
- 1914. "Die Steppenflora von Schlapanitz und ihre Veränderungen in den letzten fünfzig Jahren". Verhandlungen des naturforschenden Vereines in Brünn, vol. 52. 20 pages.
- 1915. Erlebnisse der 1. Brünner freiwilligen Sanitätsabteilung vom Roten Kreuze. Brünn: 1. Brünner freiwillige Sanitätsabteilung. 31 pages.
- 1915. Szenen aus dem Kriegsleben der 1. Brünner freiwilligen Sanitätsabteilung. Brünn: 1. Brünner freiwillige Sanitätsabteilung. 15 pages.
- 1916. Aus dem Tagebuch der 1. Brünner freiwilligen Sanitätsabteilung. Brünn: 1. Brünner freiwillige Sanitätsabteilung. 32 pages.
- 1923. Über die Verbreitung der Malariamücken in Mähren und über die Gefahr einer Malariaendemie. Brno: by the author. 29 pages.
- 1923. (Editor.) Studia Mendeliana ad centesimum diem natalem Gregorii Mendelii a grata patria celbrandum adiuvante ministerio Pragensi edita. Brno: Typos. 30 pages.
- 1923. "Die Mendel-Jahrhundertfeier in Brünn". In Studia Mendeliana ad centesimum diem natalem Gregorii Mendelii. Brno: Typos.
- 1924. Gregor Johann Mendel. Leben, Werk und Wirkung. Berlin: J. Springer. 426 pages.
  - Translated by Eden and Cedar Paul as Life of Mendel. New York: W. W. Norton & Co, 1932. 336 pages. New York: Hafner, 1966: London: George Allen & Unwin, 1966. Ann Arbor: University Microfilms International, 1976.
  - Translated by Zhenyao Tan as Mên-tê-êrh chuan. Shanghai: Shang wu yin shu guan, 1924. 2 vols. in 1, 661 pp. Shanghai: Shang wu yin shu guan, Minguo 25 [1936].
  - Translated as Zasshu shokubutsu no kenkyū. Tsuketari Menderu shōden. Tōkyō : Iwanami Shoten, Shōwa 3 [1928]. 100 pp. Translated by Yuzuru Nagashima as Menderu no shōgai. Tōkyō: Sōgensha, Shōwa 17 [1942]. Menderu den. Tōkyō: Tōkyō Sōgensha, 1960.
- 1924. Die Volkshochschule Brünn. Gründung, Aufbau, Ausgestaltung. Brno: s.n. 83 pages.
- 1925. "Naturwissenschaft und Sozialismus". In Das neue Jahr 1926. Vienna: Wiener Volksbuchhandlung. 8 pages.
- 1925 (?). "Über eine Symbiose zwischen Planorbis und Batrachospermum".
- 1925 (?). "Blutsverwandtschaft im Pflanzenreich".
- 1925 (?). "Meeresstrand im Binnenland".
- 1925 (?). "Arnold Dodel, Leben und Werk eines sozialistischen Naturforschers".
- 1925. Kampf und Gemeinschaft in Natur und Gesellschaft. [Prague]: Deutsche sozialdemokratische Arbeiterpartei in der Tschechoslowakischen Republik. 15 pages.
- 1926. "Gregor Mendels Selbstbiographie". Genetica: An International Journal of Genetics and Evolution, vol. 8, nos. 3-4, pp. 329-334.
- 1926 (?). "Die Geschichte der Volkshochschule". Buch und Volk, vol. 3. 12 pp.
- 192?. Anleitung zur Anlage und Pflege von Schüler-Aquarien. Brno: by the author. 7 pages.
- 1928-29. (Series coeditor.) "Totius orbis flora photographica arte depicta". 2 vols. Brno: Rudolf M. Rohrer. Vol. 1: Trinidad and the West Indies, by Karel Domin, 1929. Translated by M. J. Lauriol as La Trinité et les Antilles. Brno: Rudolf M. Rohrer, 1929. 65 pp. Vol. 2: Floral province of the European 'Mittelgebirge', I, by Hugo Iltis and Bert Schulz, 1928. (No more published.)
- 1928. (With Bert Schulz.) Floral Province of the European 'Mittelgebirge', I. Brno: Rudolf M. Rohrer, 1928. Translated by M. J. Lauriol as Province botanique des basses montagnes de l'Europe centrale. Brno: Rudolf M. Rohrer, 1928.
- 1929. "Charles Naudin". Der Züchter. Zeitschrift für theoretische und angewandte Genetik, vol. 1, no. 8, pp. 248-250.
- 1929. Hranice a možnosti socialistické výchovné a vzdělávací práce. Prague: Pražská odbočka Dělnické akademie. 15 pages.
- 1930. "Die Kokospalme und ihre Kultur". Ernährung der Pflanze, vol. 10, pp. 224-226.
- 1930. Die deutsche und die österreichische Volkshochschule. Ihre Formen und Probleme. Plzeň: by the author. 27 pages.
- 1930. Volkstümliche Rassenkunde. Jena: Urania. 79 pages.
- 1931. "Rassenforschung und Rassenfrage", Der Kampf. Sozialdemokratische Monatsschrift (Vienna), vol. 24, pp. 220-225.
- 1931. "Der Schädelindex in Wissenschaft und Politik". Die Gesellschaft (Berlin), vol. 8, pp. 549-562.
- 1933. "Alarm!" In Licht ins Volk. Brno: Volkshochschule. 6 pages.
- 1935. Rasse in Wissenschaft und Politik. Prague: Verlag der "Wahrheit". 47 pages. Translated by Maurice Bernard Coëlho as Het rassenprobleem in politiek en wetenschap. 's-Gravenhage: Confidentia, [1936]. 55 pages.
- 1935. Rasa ve vědě a v politice. Prague: "Pokrok". 104 pages.
- 1936. Der Mythus von Blut und Rasse. Vienna: Rudolf Harand. 88 pages. With an introductory article by Iltis, "Der Rassismus im Mantel der Wissenschaft", and two other articles written by him under a pseudonym.
- 1938. "Die Abstammung Gregor Mendels, Julius Wiesners und Hans Molischs". Prager Rundschau, vol. 8, pp. 299–304.
- 1943. "The Mendel Museum at Mary Washington College". Scientific Monthly, vol. 56, no. 4, pp. 386–387.
- 1943. "Gregor Mendel and His Work". Scientific Monthly, vol. 56, no. 5, pp. 414–423.
- 1948. "Hemophilia, the Royal Disease, and the British Royal Family". Journal of Heredity, vol. 39, no. 4, pp. 113–116.
- 1948. "Inheritance of Missing Incisors". Journal of Heredity, vol. 39, no. 12, pp. 333–336.
- 1949. "An Immigrant Conquers a Continent: The Story of the Wild Garlic".  Scientific Monthly, vol. 68, no. 2 (February), pp. 122–128.
- 1950. "Studies in Virginia Plants. I. List of Bryophytes from the Vicinity of Fredericksburg, Virginia." Castanea. The Journal of the Southern Appalachian Botanical Club, vol. 15, pp. 38–50.
- 1950. "The Genes and Academician Lysenko". Journal of Heredity, vol. 41, no. 6.
- 2011. The Letters on G. J. Mendel: Corresponde[n]ce of William Bateson, Hugo Iltis and Erich von Tschermak-Seysenegg with Alois and Ferdinand Schindler, 1902-1935. Prague: Mervart.
- 2017. Race, Genetics and Science. Resisting Racism in the 1930s. Masaryk University Press, Brno.